# فاطمة الزهراء عكيف
فاطمة الزهراء عكيف لاعبة كرة القدم مغربية، من مواليد 30 أبريل 2001 بمدينة الدار البيضاء، تلعب كلاعبة خط وسط مهاجم بنادي شباب المحمدية ولاعبة دولية في المنتخب الوطني المغربي لكرة القدم داخل القاعة.
كما لها شعبية كبيرة عبر مواقع التواصل الاجتماعي بمسيرتها في عالم كرة القدم الحرة.

## السيرة الذاتية
من أصول إقليم ورزازات٬ ولدت وترعرعت فاطمة الزهراء عكيف بين أزقة ودروب حي عين الشق بمدينة الدار البيضاء.
اذ تمكنت من اكتشاف كرة القدم عندما كانت في السادسة من عمرها رفقة شقيقيها الأكبر منها سناً، مما ادى لممارستها كرة القدم بشكل يومي بين أزقة الحي خلال انتهاء الحصص المدرسية من كل يوم. فاطمة الزهراء لها أخت أكبر.
بالتوازي مع مسارها الرياضي، تدرس الدولية المغربية عكيف شعبة تسيير المقاولات.

### مسيرتها الكروية مع الأندية
بدأت فاطمة الزهراء عكيف مسيرتها الكروية في نادي نجوم المستقبل.
قبل تغير وجهتها صوبة مدينة العرائش في صيف 2018 للإنضمام لجوهرة نجم العرائش، كما كان لها الفضل في صعود الفريق إلى القسم الوطني الأول خلال موسم 2021-2020.
في نهاية هذا الموسم، وقعت في صفوف نادي شباب المحمدية لمدة موسمين الممارس بالقسم الوطني الأول.

### مسيرتها في كرة القدم الحرة
خلال فترة الحجر الصحي المرتبطة بكوفيد 19، قامت فاطمة الزهراء عكيف بإنشاء ونشر مجموعة من المقاطع الفيديو وهي تتلاعب بالكرة كما عملت على تحسين مستوى أدائها في كرة القدم الحرة.
في سن التاسعة عشرة، قررت اللاعبة المشاركة في مسابقة بطولة إفريقيا للسيدات لكرة القدم الحرة عن بعد سنة 2020  (Freestyle Unlocked Africa 2020) والتي تلقت أكثر من 150 طلبًا من حوالي عشرين دولة.
حيث تمكنت من الفوز بلقب المسابقة كبطلة افريقيا لكرة القدم الحرة.
سمعة اللاعبة عبر مواقع التواصل الاجتماعي جلبت العديد من العلامات التجارية من اجل العمل معها. .

### مع المنتخب الوطني المغربي
شاركت فاطمة الزهراء عاكف في جميع فئات المنتخب المغربي.

#### المغرب - 17 سنة
أثناء تطورها في نادي نجوم المستقبل، تلقت استدعاء من طرف الجامعة الملكية المغربية لكرة القدم للمشاركة في المعسكرات التدريبية والتجمعات الاعدادية للمنتخب الوطني المغربي لأقل من 17 سنة.
شاركت في تصفيات كأس العالم الأردن 2016 التي فشل من خلالها المغرب في التأهل للمرحلة النهائية بعد الإقصاء أمام غانا في الدور الأخير. [بحاجة لمصدر] .

#### المغرب -20 سنة
تم استدعاء فاطمة الزهراء عكيف من قبل المدربة لمياء بومهدي للعديد من المعسكرات التدريبية للمنتخب الوطني المغربي لأقل من 20 سنة.
شاركت في الألعاب الأفريقية 2019 التي نظمت في المغرب، اذ تمكن المغرب من احتلال المركز الثالث في بطولة كرة القدم للسيدات.
في نفس السنة أيضًا، تم استدعاء عكيف للمشاركة في بطولة اتحاد شمال إفريقيا لكرة القدم التي أقيمت في طنجة، فاز بها المغرب بعد الانتصار في ثلاث مباريات. [بحاجة لمصدر] .
كما لعبت في التصفيات المؤهلة لكأس العالم 2020 لكرة القدم للسيدات لأقل من 20 سنة، فاز خلالها المغرب على مصر في الدور التمهيدي. لكن في الأخير تم إلغاء المنافسة بسبب جائحة كوفيد 19.

#### منتخب الكبيرات
بأدائها المبهر تم استدعائها إلى الفريق الأول.
قامت المدربة لمياء بومهدي باستدعائها للمشاركة في التجمع الإعدادي بغانا لمواجهة المنتخب الوطني غانا في ودية مزدوجة. على الرغم من أنها كانت في المجموعة، لم تعطى لها دقائق للعب.

#### منتخب داخل القاعة
المهارات الفردية لفتت انظار المدرب حسن غويلة الذي قام باستدعائها إلى المنتخب الوطني لداخل القاعة للسيدات الذي تم إنشاؤه خلال الموسم الرياضي 2021-2022. عندما كانت تبلغ من العمر 20 سنة، اذ أصبحت جزء من الجيل الأول للاعبات هذا المنتخب.
شاركت فاطمة الزهراء عكيف أثناء لعبها مع النادي في العديد من المعسكرات التدريبية والمباريات الودية مع المنتخب.
حيث تمكنت من تسجيل أول أهدافها الدولية داخل القاعة في مواجهة مزدوجة ضد منتخب البحرين.

## الإنجازات

### مع الأندية
النادي نجوم المستقبل  
- بطولة عصبة الدار البيضاء الكبرى لكرة القدم 
  - بطل : 2018

جوهرة نجم العرائش
- البطولة الوطنية المغربية للدرجة الثانية: 
  - وصيف البطل: 2019 و2020

### مع المنتخب
منتخب المغرب - 20 سنة
- العاب افريقية
  - المركز الثالث: 2019
- بطولة اتحاد شمال إفريقيا لكرة القدم  
  - البطل: 2019